# 아파치 액시스
아파치 액시스(Apache Axis, Apache eXtensible Interaction System)는 오픈 소스 XML 기반 웹 서비스 프레임워크이다. SOAP 서버의 자바, C++ 구현체, 또 웹 서비스 애플리케이션을 생성하고 디플로이하기 위한 다양한 유틸리티와 API로 구성되어 있다. 아파치 액시스를 사용하여 개발자들은 상호 운용 가능한 분산형 컴퓨팅 애플리케이션을 만들 수 있다. 액시스 개발은 아파치 소프트웨어 재단의 지원을 받아 이루어지고 있다.

## 자바용 액시스

### JWS 웹 서비스 생성
```
 
public
 
class
 
Calculator

 
{

   
public
 
int
 
add
(
int
 
i1
,
 
int
 
i2
)

   
{

     
return
 
i1
 
+
 
i2
;

   
}

   
public
 
int
 
subtract
(
int
 
i1
,
 
int
 
i2
)

   
{

     
return
 
i1
 
-
 
i2
;

   
}

 
}

```